# Лиманне (Костанайський район)
Лима́нне (каз. Лиманный) — село у складі Костанайського району Костанайської області Казахстану. Входить до складу Октябрського сільського округу.
Населення — 363 особи (2021; 375 у 2009, 365 у 1999, 325 у 1989).